# Jan Kulpiński
Jan Kulpiński (ur. 27 grudnia 1922 w Chełmży, zm. 1991) – polski górnik i polityk. Minister górnictwa i energetyki (1974–1976) oraz minister górnictwa (1976–1977).

## Życiorys
W czasie okupacji wywieziony na roboty przymusowe w Niemczech, skąd zbiegł w 1944 i dołączył do francuskiego ruch oporu. Dołączył do 2 Korpusu Polskiego Polskich Sił Zbrojnych, gdzie zdał maturę w polskim liceum matematyczno–fizycznym oraz włoską maturę w Turynie w 1946. W 1945 studiował I rok na Politechnice w Turynie, a II rok na Politechnice Londyńskiej. Do Polski wrócił w 1947. W 1951 uzyskał tytuł magistra inżyniera górnika na Akademii Górniczo-Hutniczej w Krakowie. W latach 1950–1968 pracował w kopalniach węgla „Bobrek”, „Rokitnica”, „Ludwik”, „Miechowice”, „Mikulczyce”, „Siemianowice”, w kopalniach „Miechowice” i „Siemianowice” jako dyrektor. W latach 1968–1974 był dyrektorem naczelnym Bytomskiego Zjednoczenia Przemysłu Węglowego w Bytomiu.
W 1956 wstąpił do Polskiej Zjednoczonej Partii Robotniczej. Należał do egzekutyw komitetu zakładowego partii w „Miechowicach”, komitetu miejskiego w Bytomiu i komitetu wojewódzkiego w Katowicach. W 1975 delegat na VII Zjazd PZPR, w latach 1975–1980 był zastępcą członka Komitetu Centralnego PZPR. Wykluczony z partii w maju 1981.
Od 24 września 1974 do marca 1976 był ministrem górnictwa i energetyki, a od marca 1976 do 31 marca 1977 był ministrem górnictwa w rządach Piotra Jaroszewicza. 14 stycznia 1978 został przedstawicielem Polski w Międzynarodowej Organizacji Pracy w Genewie z tytułem radcy-ministra pełnomocnego.
W 1955 otrzymał Srebrny Krzyż Zasługi.

## Życie prywatne
Syn Wincentego i Władysławy z domu Dobrak, miał czterech braci. Był żonaty z Heleną.